# Kysta
Kysta (em húngaro: Kiszte) é um município da Eslováquia, situado no distrito de Trebišov, na região de Košice. Tem 8,15 km² de área e sua população em 2018 foi estimada em 384 habitantes.

## Demografia
| Ano:        | 1994 | 2004   | 2014   | 2024   |
| ----------- | ---- | ------ | ------ | ------ |
| Broj ljudi: | 412  | 406    | 374    | 402    |
| Razlika:    |      | -1,45% | -7,88% | +7,48% |

| Ano:               | 2023 | 2024   |
| ------------------ | ---- | ------ |
| Número de pessoas: | 395  | 402    |
| Diferença:         |      | +1,77% |